# Oberon, král elfů
Oberon, král elfů je komická opera o třech dějstvích hudebního skladatele Pavla Vranického. Libreto napsal Friederike Sophie Seyler podle Christopha Martina Wielanda; to bylo mírně revidováno Johann Georg Karl Ludwig Giesecke. Premiéra opery byla 7. listopadu 1789 ve Vídni.

## Oberon Pavla Vranického
Opera Oberon je známa především jako dílo Carla Maria Webera. Před německým romantikem však zhudebnil tutéž látku český skladatel Pavel Vranický a slavil s ní na konci 18. století velké úspěchy. Později ale upadlo dílo téměř v zapomnění.
Námětem Vranického opery je příběh francouzského hrdiny z okruhu Karla Velikého, Hüona z Bordeaux. Ten v sebeobraně zabije králova synovce ale není potrestán smrtí. Z rozmaru svého panovníka je odeslán do Bagdádu, aby tamnímu kalifovi vytrhl čtyři zuby a hrst vousů z brady a přitom požádal o ruku jeho dcery. Hüona se ujme skřítek Auberon a pomůže mu pomocí kouzelného rohu, jehož zvuk nepřátele znehybní. Takto je příběh vyprávěn v hrdinské básni ze 13. století (chanson de geste) a přešel pak v obměnách do další literatury. Příkladem budiž Chucer, Spenser nebo Shakespeare, v jehož hře Sen noci svatojánské vystupuje Oberon jako král vil a elfů v prostředí nikoli orientálním, nýbrž v prostředí řecké antiky.
Vranického libretista F. S. Seyler přejal fabuli z eposu německého básníka Wielanda a vytvořil pohádkový příběh, odehrávající se v Bagdádu a v Tunisu. Oberon se tu nepohodne s manželkou Titánií. Oberon nesouhlasí s láskou dívky z královniny družiny a otroka, zatímco Titánie tomuto spojení přeje. Oberon se neudobří, dokud se nenajde milenecky pár, který by osvědčil věrnost třeba za cenu smrti. Tímto vzorným párem je nakonec Hüon a bagdádská princezna, takže dobrodružný příběh dobře dopadne.
Námět je velmi podobný libretu Kouzelné flétny (Emanuel Schikaneder, Wolfgang Amadeus Mozart). V obou případech jde o dva páry milenců urozených a lidových, zápletku usměrňují nadpřirozené bytosti (Oberon, Královna noci) a v obou případech je jejich zpěvní part svěřen vysoce náročnému koloraturnímu sopránu. V obou případech vyřeší kritické situace kouzelný nástroj (u Vranického roh, u Mozarta flétna). Milenci jsou podrobeni tvrdé mravní zkoušce, což názorově odpovídalo zednářským lóžím, jejichž členy byli oba skladatelé. Prostředí je exotické (v Oberonovi Bagdád a Tunis, v Kouzelné flétně Egypt). Sblížení milenců je podobné: Hüon se zamiluje do Amandy ve snu. Tamino pozná Paminu na obrazu. Komika, přízemnost, ale i šarm Šerasminův napovídá Papagena. Připusťme, že leccos ze zmíněných situací patřilo k dobovým klišé a obecenstvo si je žádalo. Nicméně je shoda obou libret nápadná a svědčí o dobových zálibách. Nevýhodou pro dílo Pavla Vranického bylo střetnutí se dvěma geniálními soupeři, s Mozartem v Kouzelné flétně a s Weberem v Oberonovi, jimž nutně podlehl. Po pronikavém úspěchu zmizel brzy Vranického Oberon z jeviště.
U nás operu znovu objevil Otakar Jeremiáš a uvedl ji v rozhlase roku 1933. Neměl však tehdy úplné libreto a musel se spokojit volnou úpravou Mirko Očadlíka. Činoherní podíl zejména ve třetím jednání je tak podstatný, že dílo nemohlo vyznít autenticky. Teprve v představení Národního divadla v Praze spolu s pražskou konzervatoří dne 23. dubna 1969 v Tylově divadle za řízení Františka Hertla a v režii Hanuše Theina za společné účast sólistů první scény a posluchačů školy, bylo dílo uvedeno kompletní. Vycházelo se z původního libreta, mezitím objeveného ve Vídni. Rovněž pomohla účinku i jevištní realizace. Ukázalo se, že je to svěží a půvabná opera z období raného klasicismu, dosud živá. Libreto má dvojí verzi. Za základ překladu a úpravy byla vzata kratší verze, ale i v ní byl text krácen.
Vranický se v Oberonovi blíží singspielu, a proto mohl vytvořit operu lidového charakteru. Zvláštní je tu role krále víl, svěřená koloraturnímu sopránu. Možná, že tu doznívá podíl kastrátů v někdejší operní praxi běžných, možná že tím chtěl skladatel zdůraznit, že tu nejde o lidského tvora, nýbrž o elfa, třeba je Oberon manžel dosti energický a zpupný. Tím dostal skladatel do svého díla podivný fantastický živel, který ztěžuje divadelní realizaci. Tato extravagance je vyvážena ostatní hudbou, zejména Šerasminovými kuplety, které mají bodrost vídeňské ulice a nepostrádají určitého půvabu. Humor je tu výhodnou součástí díla a oživuje Vranického Oberona dodnes.

## Obsah opery
Mladý šlechtic Hüon zabil v sebeobraně králova synovce, je vyhnán ze země a za trest musí do Bagdádu vytrhnout sultánovi hrst chlupů z brady, vyrvat čtyři zuby a požádat o ruku jeho dceru. Cestou do Bagdádu potkává poustevníka Šerasmína, který se tu již patnáct let ukrývá a sloužil kdysi ve vojsku Hüonova otce, který tu padl.
Zjeví se Titanie v doprovodu nymf. Dozvídáme se, že ji Oberon, její manžel, vládce všech elfů a lesních duchů vyhnal ode dvora, protože se zastávala lásky otroka s urozenou dívkou. Je tedy vyhnána a bude vzata na milost, najde-li se pár, jehož láska bude čistá a necouvne ani před smrtí.
Oberon našel zalíbení v Hüonovi a Titanii je zvěstováno, že bude-li Hüon se sultánovou dcerou Amandou onen vyvolený pár, bude vzata na milost. Titanie tedy spěchá rovněž do Bagdádu, aby vznítila milostný cit v Amandě. Hüonovi se zjeví sám Oberon a slibuje mu ochranu. A dává Hüonovi kouzelný roh, který ho vyvede ze všech nebezpečenství.
Ocitáme se v Bagdádu. Amanda, sultánova dcera mluví ze sna a blouzní o svém miláčkovi. Její služebná Fatima se domnívá, že sní o princi Babekanovi, kterého ji vyvolil otec. Amanda ji sdělí, že Babekana nenávidí. Šerasmínovi se příliš do Bagdádu nechce, má strach, ale nakonec Hüona doprovodí.
Bagdádský sultán slavnostně uvádí prince Babekana. Do této situace vstupuje Hüon a spatří Amandu. Je to láska na první pohled. Sultán chce nechat Hüona zabít, Hüon však zatroubí na kouzelný roh a všichni jsou zmrtveni. Hüon splní úkol a prchá s Amandou.
Oberon je spokojen, chystá však milencům další nástrahy. Než se vezmou, než dojde ke svatbě, nesmí se milovat. Mladí to slíbí, ale pochopitelně nedodrží. Jako trest nechá Oberon ztroskotat loď a milenci jsou zajati piráty.
Šerasmín se mezitím zamiloval do Fatimy. Amanda je jata k sultánovi kdesi v Tunisu. Hüon rovněž. Do Amandy se zamiluje místní sultán a sultánka se zamiluje do Hüona. Amanda a Hüon však volí raději smrt než zradu svých životních partnerů. Chystá se sice poprava obou, ale Oberon zasáhne. Všechny vysvobodí a nastává veliké udobření – kdesi doma.